# Danail Kraptschew

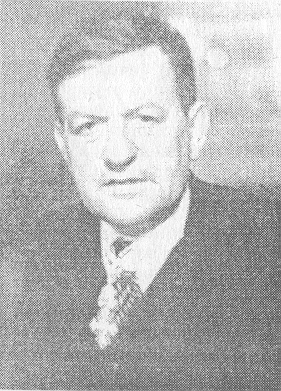
Danail Kraptschew

Danail Kraptschew, bulgarisch Данаил Крапчев (* Dezember 1880 in Prilep, heute Nordmazedonien; † 10. September 1944 in Sofia) war ein bulgarischer Journalist, Publizist, Freiheitskämpfer und Revolutionär. Er war Mitbegründer und Mitglied des Mazedonischen Wissenschaftlichen Instituts in Sofia und Herausgeber der Zeitung Zora.

## Leben
Danail Kraptschew wurde 1880 in der makedonischen Stadt Prilep geboren. Er flüchtete jedoch mit seinen Eltern in das Fürstentum Bulgarien, wo er 1906 sein Studium der Geschichte an der Sofioter St.-Kliment-Ohridski-Universität absolvierte. Im selben Jahr begann er als Journalist für die Wochenzeitschrift der bulgarischen Flüchtlinge aus Makedonien und Ostthrakien „Makedono-Odrinski Pregled“ (bulg. Македоно-Одрински преглед, dt. Makedonischer-Ostthrakischer Überblick) zu arbeiten und überquerte als Teil einer Tscheta mehrfach die Grenze Richtung Makedonien.
1907 redigierte er gemeinsam mit Pejo Jaworow die Zeitschrift „Ilinden“ (bulg. Илинден). Ein Jahr später setzte er sich nach Thessaloniki ab, wo er nacheinander als Redakteur der Zeitungen „Otetschestwo“ (bulg. Отечество, dt. Vaterland) und „Rodina“ (bulg. Родина, dt. Heimat) arbeitete. In der Zeit von 1909 bis 1912 kehrte er nach Bulgarien zurück, wo er die Zeitung „Vardar“ (bulg. Вардар) herausgab. Da sie ihre Leser vor allem in Makedonien hatte, änderte Kraptschew mehrfach den Namen der Zeitschrift, um sich der osmanischen Zensur zu entziehen und ein Erscheinungsverbot zu verhindern. Die geänderten Namen der Zeitschrift waren:  „Mesta“ (bulg. „Места“), „Struma“ (bulg. „Струма“), „Mariza“ (bulg. „Марица“) und „Bregalniza“ (bulg. „Брегалница“).
Im Vorfeld des Ersten Balkankrieges von 1912 setzten sich Kraptschew und Jaworow als Tschetnik erneut in Makedonien ab. Im Laufe des Jahres gab er jedoch die Zeitung „Balgarin“ (bulg. Българин, dt. Bulgare) in Thessaloniki heraus.
Nach dem Ende des Zweiten Balkankrieges 1913 wirkte er erneut in Sofia, wo er als Redakteur der Zeitung „Prjapowez“ arbeitete, dem Organ der Demokratischen Partei.
Von 1919 bis zu seinem Tod gab er die unabhängige Tageszeitung „Zora“ heraus, die auch die bulgarische Times genannt wurde. Am 9. September 1944, während der Tage des roten Terrors wurde er in Gorna Dschumaja (heute Blagoewgrad) von Kommunisten auf der Straße aufgegriffen. Am nächsten Morgen wurde sein Leichnam in einem Zug am Sofioter Hauptbahnhof gefunden.

## Schriften
- Izminal Pat (bulg. Изминат път), 3 Bände.